# Sân bay quốc tế Québec City Jean Lesage
Sân bay quốc tế Thành phố Québec Jean Lesage, cũng được biết đến với tên Sân bay quốc tế Jean Lesage (tiếng Pháp: Aéroport quốc tế Jean Lesage-de Québec, hoặc Aéroport de Québec) (IATA: YQB, ICAO: CYQB) được thành lập vào năm 1939, một năm sau khi đóng Aerodrome Saint-Louis. Nó nằm 6 hải lý (11 km; 6,9 mi) về phía tây tây nam của thành phố Quebec, Quebec, Canada. Đầu tiên thành lập như là một cơ sở đào tạo cho các quan sát hàng không, chuyến bay đầu tiên xảy ra vào ngày 11 tháng 9 năm 1941. Đây là sân bay hành khách đông đúc thứ hai sau bay Quebec Montreal-Trudeau và là sân bay bận rộn thứ ba về số chuyến bay ở Quebec sau Montreal-Trudeau và Montreal -Saint-Hubert, với 1.574.699 hành khách trong năm 2014 và 118.265 chuyến bay vào năm 2013. 